# Notazione di Kröger-Vink
La notazione di Kröger-Vink è un insieme di convenzioni usate per descrivere carica elettrica e posizione dei difetti reticolari nelle strutture cristalline, proposta da Ferdinand Anne Kröger e Hendrik Jan Vink.

## Notazione
La notazione segue lo schema:
{\displaystyle {\text{M}}_{S}^{C}}
- M corrisponde alla specie chimica, che può essere:
  - atomi - indicati dal proprio simbolo chimico (ad esempio: Si, Ni, O, Cl)
  - vacanze - indicate con "V"
  - elettroni - indicati con "e"
  - lacune - indicate con "h".
- S indica il sito reticolare occupato dalla specie chimica. Ad esempio si consideri un atomo di nichel (Ni) che occupa un sito del rame (Cu). In questo caso la M sarà sostituita da Ni e S da Cu. Nel caso che il sito occupato sia interstiziale si usa il simbolo 'i'.
- C indica la carica elettrica della specie relativamente al sito che occupa. Continuando con l'esempio precedente, spesso il Ni ha la stessa valenza del Cu, dunque la carica relativa è zero. Per indicare la carica nulla si usa il simbolo {\displaystyle \times }. Un {\displaystyle \bullet } indica una singola carica positiva, mentre se ripetuto due volte rappresenta due cariche positive. Infine, con  '  si indica una singola carica negativa (e con due una doppia carica negativa).[1]

### Esempi
- {\displaystyle {Al}_{Al}^{\times }} = uno ione alluminio in un sito reticolare dell'alluminio, neutro.
- {\displaystyle {Ni}_{Cu}^{\times }} = uno ione nickel nel sito di un Cu, neutro.
- {\displaystyle {V}_{Cl}^{\bullet }} = una vacanza di cloro, con una singola carica positiva.
- {\displaystyle {Ca}_{i}^{\bullet \bullet }} = uno ione interstiziale di calcio, con una doppia carica positiva.
- {\displaystyle {e}_{}^{'}} = un elettrone. Di norma non si indica un sito.